# 運命開花
『運命開花』（うんめいかいか）は、日本のロックバンド、THE BACK HORNの11枚目のフルアルバム。2015年11月25日にSPEEDSTAR RECORDSからDVD付初回限定盤と通常盤の2形態で発売された。

## 収録曲
全編曲：THE BACK HORN
1. 暗闇でダンスを
作詞・作曲：菅波栄純
2. ダストデビル
作詞・作曲：山田将司
3. その先へ
作詞・作曲：菅波栄純
23rdシングルの2曲目。
4. tonight
作詞・作曲：山田将司
5. コンクリートに咲いた花
作詞：松田晋二
作曲：菅波栄純
6. 記憶列車
作詞：松田晋二
作曲：岡峰光舟
7. 胡散
作詞・作曲：岡峰光舟
8. 魂のアリバイ
作詞・作曲：菅波栄純
9. 悪人
作詞・作曲：菅波栄純
23rdシングルの1曲目。
10. シュプレヒコールの片隅で
作詞・作曲：菅波栄純
11. 君を守る
作詞・作曲：菅波栄純
12. カナリア
作詞：山田将司
作曲：岡峰光舟

## DVD
1. 「運命開花」 Recording Document
2. 悪人 (Music Video)
3. 悪人 (Document)
4. その先へ (Music Video)
5. その先へ (Document)